# بخش خرانق
بخش خرانق یکی از بخش‌های شهرستان اردکان در استان یزد ایران است.

## جمعیت
جمعیت این بخش بر اساس آخرین سرشماری عمومی نفوس و مسکن سال ۹۵ برابر ۴٬۶۶۶ تن بوده‌است.

## موقعیت جغرافیایی
در شرق جاده یزد-طبس واقع است. از لحاظ اقلیمی دارای دو اقلیم کویری و کوهستانی است و خود روستای خرانق در ناحیه کوهستانی واقع شده‌است و دارای ویژگی‌های زیر است.
این بخش در ۱۲۵ کیلومتری شمال شرقی شهر یزد و جز شهرستان اردکان محسوب می‌شود. امروزه دارای دو بخش جدید و قدیم است که جمعیت روستا امروز در بخش جدید ساکن است.

## معادن
خرانق از لحاظ اقتصادی دارای اهمیت ویژه می‌باشد، چون معدن چادر ملو و معادن اورانیم کشور در این بخش می‌باشد.
خرانق را در تاریخ خورانق یعنی زادگاه خورشید می‌گفته‌اند.

## تقسیمات کشوری
- بخش خرانق
  - دهستان رباطات
  - دهستان زرین

شهرها: خرانق

## جمعیت
بنابر سرشماری مرکز آمار ایران، جمعیت بخش خرانق شهرستان اردکان در سال ۱۳۸۵ برابر با ۵۶۵۳ نفر بوده‌است.